# Sân bay Syamsudin Noor
Sân bay Syamsudin Noor (IATA: BDJ, ICAO: WAOO) là một sân bay ở Banjarmasin, Nam Kalimantan, Indonesia. Sân bay này có một đường cất hạ cánh dài 2500 m có bề mặt nhựa đường.

## Các hãng hàng không và các tuyến điểm
- Garuda Indonesia (Jakarta, Balikpapan)
- Lion Air (Jakarta, Bandung, Semarang, Yogyakarta, Surabaya, Denpasar, Balikpapan, Samarinda, Makassar)
- Wings Air (Palangkaraya, Sampit, Balikpapan, Batulicin, Kotabaru)
- Sriwijaya Air (Balikpapan, Makassar)
- NAM Air (Jakarta, Surabaya, Sampit, Pontianak)
- Trans Nusa (Balikpapan)
- Susi Air (Buntok, Muara Teweh)